# فولفغانغ فون تريبس
فولفغانغ فون تريبس (بالألمانية: Wolfgang Graf Berghe von Trips) مواليد 4 مايو 1928 في كولونيا، جمهورية فايمار، كان سائق فورملا 1 ألماني سابق كان قد بدأ مسيرته الاحترافية سنة 1956. كان أول سباق له هو جائزة بريطانيا الكبرى 1956، حقق أول فوز له في جائزة هولندا الكبرى 1961. خاض خلال مسيرته 29 سباقاً فاز في سباقين منها.

## سباقات شارك فيها
- لو مان 24 ساعة
- بطولة العالم للسيارات الرياضية

## بطولات حققها
- جائزة هولندا الكبرى 1961
- جائزة بريطانيا الكبرى 1961

## روابط خارجية
- فولفغانغ فون تريبس على موقع Racing-Reference.info (الإنجليزية)
- فولفغانغ فون تريبس على موقع DriverDB.com (الإنجليزية)